# The Seventh Sign (álbum)
The Seventh Sign es el séptimo álbum de estudio del guitarrista sueco Yngwie J. Malmsteen, lanzado el 9 de mayo de 1994. Fue el primero en contar con Michael Vescera como vocalista.

## Lista de canciones
Toda la música compuesta por Yngwie J. Malmsteen. 
| N.º | Título                  | Letras                     | Duración |  |
| 1.  | «Never Die»             | Malmsteen                  | 3:29     |  |
| 2.  | «I Don't Know»          | Malmsteen, Michael Vescera | 3:25     |  |
| 3.  | «Meant to Be»           | Malmsteen                  | 3:52     |  |
| 4.  | «Forever One»           | Malmsteen                  | 4:35     |  |
| 5.  | «Hairtrigger»           | Malmsteen                  | 2:43     |  |
| 6.  | «Brothers»              | (instrumental)             | 3:47     |  |
| 7.  | «Seventh Sign»          | Malmsteen                  | 6:31     |  |
| 8.  | «Bad Blood»             | Malmsteen, Vescera         | 4:25     |  |
| 9.  | «Prisoner of Your Love» | Amberdawn Malmsteen        | 4:27     |  |
| 10. | «Pyramid of Cheops»     | Malmsteen                  | 5:10     |  |
| 11. | «Crash and Burn»        | Malmsteen, Vescera         | 4:05     |  |
| 12. | «Sorrow»                | (instrumental)             | 2:02     |  |

## Personal
- Yngwie Malmsteen – guitarra
- Michael Vescera – voz
- Mats Olausson – teclados
- Mike Terrana – batería